# Timun Mas
Timun Mas és una editorial del grup 62 dedicada a la literatura infantil. Compta amb autors clàssics, com Enid Blyton, les obres del Teo i el Pocoyo i diversos llibres-joc. L'editorial ofereix títols per a nadons i infants i posseeix una divisió de literatura fantàstica per a adolescents. Dins aquesta línia, s'han publicat en castellà les col·leccions de Reinos Olvidados, entre altres sagues d'èxit.